# Пинжан Кукмор
Пинжан Кукмор (мар. Шӱргыял) — деревня в Волжском районе Республики Марий Эл. Входит в состав Петъяльского сельского поселения.

## География
Находится в южной части республики Марий Эл на расстоянии приблизительно 29 км по прямой (53 км по автодорогам) к северо-востоку от районного центра города Волжск и в 10 км по автодорогам к юго-востоку от центра поселения, деревни Петъял, у границы с Зеленодольским районом Татарстана.

## История
Впервые упоминается в переписи 1646 года как деревня Пинжа Кукморы Алатской дороги, где был 1 двор служилого татарина.
По данным И. С. Галкина и О. П. Воронцовой, название Шургыял в переводе с марийского языка означает «лесная или дубравная деревня». Официальное название состоит из двух слов «пинжан» (сосновый, имеющий сосны) и «кукмор» (горные марийцы).
В XIX веке деревня Пинжан-Кукмар входила в состав Казанского уезда Казанской губернии. По сведениям 1859 года казённая деревня принадлежала 3-му стану Казанского уезда, в ней в 30 дворах проживало 209 жителей (96 мужчин, 113 женщин).
В 1885 году деревня принадлежала Имберь-Кукморскому сельскому обществу Кукморской волости Казанского уезда. Жителями были марийцы, бывшие государственные крестьяне. Имелось 621,8 десятины земли. В деревне насчитывался 131 житель (65 мужчин, 66 женщин) в 38 дворах, из них 2 русских (1 мужчина и 1 женщина). Один человек уходил на дальние заработки.
По данным переписи 1897 года в деревне проживало 279 человек, марийцы.
В 1923 году в деревне Пинжан Кукмор Сотнурской волости Краснококшайского кантона проживало 355 человек в 85 дворах. В начале 1925 года — в составе Кукмарского райсельсовета Звениговского кантона, насчитывалось 364 марийца. В 1927 году здесь проживало 374 человека.
В 1929 году организован колхоз «Рвезе Коммунар» (председатель А. Т. Тимофеев), куда сперва вступили 7 хозяйств, а к 1931 году — все хозяйства деревни, за исключением двух. Построили гумно, конный двор, овин, зерносклад, а также мост через речку. Также были построены черепичный завод и гончарная мастерская. В лесу в 20 км от деревни открыли овцеводческую ферму на выкорчеванном участке.
С 1936 года деревня входила в состав Кукморского сельсовета Сотнурского района. В 1939 году работала начальная школа с одним учителем и 30 учениками. В 1940 году здесь проживало 445 человек. В годы войны на фронт ушли 80 человек, вернулись только 24.
После войны в колхозе часто менялись председатели, начальная школа была закрыта. К 1952 году деревня вошла в состав колхоза «Ужара» (центральная усадьба находилась в деревне Учейкино). Вскоре деревня была передана Петъяльскому сельсовету, с 1956 года — в Волжском районе.
По переписи 1959 года в деревне постоянно проживало 394 человека (164 мужчины, 230 женщин), среди них 239 совершеннолетних, преобладали марийцы. По переписи 1970 года — 363 жителя (156 мужчин, 207 женщин), также преобладали марийцы.
В первой половине 1970-х годов был образован Учейкинский сельсовет, куда вошла и деревня Пинжан Кукмор. По переписи 1979 года в деревне постоянно проживало 307 человек (131 мужчина, 176 женщин). По данным 1980 года здесь было 91 хозяйство, 133 мужчины и 163 женщины, большинство составляли марийцы. По деревне проходила грунтовая дорога, жители имели 32 велосипеда, 17 мотоциклов и 1 автомобиль. Население пользовалось электричеством, газом в баллонах, водой из 9 колодцев, имелась возможность смотреть телевизор. Все дома были одноэтажные, большей частью построенные после войны. За 1970-е годы было построено 20 домов. Работали сельский клуб и продовольственный магазин, был почтовый ящик.
По данным текущего учёта 2003 года в деревне проживало 172 человека в 68 дворах, большинство составляли марийцы. Жители разговаривали на марийском языке. Базовые объекты инфраструктуры (средняя школа, сельский клуб, ФАП, почтовое отделение, автобусная остановка) находились в деревне Учейкино. Трудоспособное население работало в СХПК «Ужара». Также население на приусадебных участках (размером до 1 га) выращивало плодовые деревья, овощи, многолетние травы, зерновые культуры, держало в своих хозяйствах коров, овец, свиней и лошадей. Жители посещали Свято-Гурьевскую церковь в деревне Петъял. Также в 500 м к юго-востоку от деревни находится священная роща.
В 2004 году Учейкинский сельсовет был упразднён, деревня передана в Петъяльское сельское поселение.

## Население
| 2002 | 2010 | 2021 |
| ---- | ---- | ---- |
| 154  | ↘110 | ↘87  |

По переписи 2002 года население деревни составляло 154 человека (79 мужчин, 75 женщин, 94 % марийцев), по переписи 2010 года — 110 человек (65 мужчин, 45 женщин). Распространённые фамилии — Жарниковы, Янцитовы, Апаковы, Романовы.
По переписи 2021 года население деревни составляло 87 человек, из них 64 марийца, 12 русских и 11 узбеков. Все жители пользовались русским языком, также 58 жителей использовали марийский язык, 6 — узбекский.

## Инфраструктура
Ныне жилая застройка деревни представлена индивидуальными жилыми домами суммарной площадью 2,48 тыс. м². Дорога до деревни асфальтирована. Деревня электрифицирована, имеется водопровод, централизованная канализация и газификация отсутствуют.